# میراوا
میراوا بزرگ‌ترین روستای بخش نلوس از شهرستان اشنویه می‌باشد. این روستا دارای جاذبه‌های گردشگری متعدد از جمله جنگلی از درختان زالزالک و مناظر طبیعی فوق‌العاده زیبا می‌باشد. مردم این روستا به زبان کردی سورانی با لهجهٔ مکریانی تکلم می‌کنند و این روستا دارای بیشترین تعداد جمعیت در بین روستاهای تابعهٔ شهرستان اشنویه می‌باشد. بیشتر مردم در این روستا به کارهای کشاورزی و شغل‌های در ارتباط با آن مشغول هستند. جمعیت تقریبی این روستا در حدود ۳۰۰۰ نفر می‌باشد که با توجه به موقعیت جغرافیایی آن در محدودهٔ بزرگی گسترش یافته‌اند.